# Prenoceratops
Prenoceratops – rodzaj wymarłych roślinożernych dinozaurów ptasiomiednicznych należący do grupy ceratopsów (łac. Ceratopsia), do rodziny leptoceratopsów (łac. Leptoceratopsidae). Zamieszkiwały tereny Ameryki Północnej w przedostatnim okresie kredy późnej – kampanie.

## Odkrycie i nazwa
Pierwsze odkrycie prenoceratopsa, datowane na ok. 74.3 mln lat miało miejsce w rezerwacie Blackfeet w hrabstwie Pondera w Montanie na terenie formacji Two Medicine. Mimo że paleontolodzy odkrywali skamieliny różnych kości prenoceratopsa, od 2002 roku opisano tylko jego czaszkę. Holotyp o oznaczeniu TCM 2003.1.1. w 2004 roku został odkryty i opisany przez Brendę Chinnery. Prenoceratops jest jedynym bazalnym ceratopsem, którego skamieliny znajdowane były tylko w tzw. złożach kostnych.
Skamieniałości odkryto również w formacji Oldman w kanadyjskiej prowincji Alberta, datowane są na 77 mln lat. Odizolowana prawa kość czołowa została znaleziona i opisana w 2010 roku. Szczątki zostały znalezione w pobliżu skamieniałych lęgowisk hipakrozaurów.
Nazwę Prenoceratops, pochodzącą z greki tłumaczyć można jako „pochyła rogata twarz” (prene-/πρηνη- pochylony, cerat-/κερατ- róg i -ops/ωψ– twarz.

## Budowa
Szacuje się, że prenoceratops mierzył ok. 1,3 m i ważył ok. 20 kg.

## Klasyfikacja
Prenoceratops należał do rodziny Leptoceratopsidae, wchodzącej w skład grupy Ceratopsia. Należące do niej osobniki charakteryzowały się papuzimi dziobami, a większość z nich także kostnymi kryzami i rogami. Przedstawiciele ceratopsów żyli w okresie kredy, na obszarach Ameryki Północnej oraz Azji.
Prenoceratops spokrewniony jest z młodszym o kilka milionów lat leptoceratopsem.
Do rodzaju Prenoceratops należy gatunek P. pieganensis.

## Pożywienie
Jak wszyscy przedstawiciele ceratopsów, prenoceratops, żywił się prawdopodobnie roślinami (paprociami i  nagonasiennymi takimi jak sagowce).
.